# Il barone di Munchausen (film 1962)
Il barone di Munchausen (Baron Prášil) è un film del 1962 diretto da Karel Zeman. È una commedia fantastica liberamente tratta dalla raccolta di racconti omonima curata da Rudolf Erich Raspe. Il film combina live-action con varie forme di animazione che spesso evocano le stampe di Gustave Doré.
Un restauro digitale del film è stato presentato in anteprima il 5 settembre 2016 al Telluride Film Festival negli Stati Uniti.

## Trama
Il film inizia con dei passi che portano ad uno stagno. La telecamera si sposta continuamente verso l'alto per mostrare il volo di farfalle, uccelli e una progressione di aerei storici che termina con un razzo che viaggia attraverso lo spazio e atterra sulla Luna.
L'astronauta lascia il suo veicolo spaziale dopo l'atterraggio e osserva altri passi sulla Luna che lo conducono ad un vecchio fonografo, quindi a un razzo che si schianta su cui legge la targa "Dalla terra alla luna di Giulio Verne". Qui vede una tavola, il sorpreso viaggiatore spaziale incontra alla tavola i personaggi del libro di Verne e del barone di Munchausen. Invitandolo al loro tavolo, i personaggi credono che il cosmonauta sia effettivamente un uomo della Luna (il "lunatico") e lo trattano gentilmente.
Il barone decide di portarlo sulla Terra in un fantasioso dirigibile sostenuto da cavalli alati. Il barone veste l'astronauta, che si chiama "Tony" ("Tonik" nell'originale ceco), in costume del XVIII secolo e approdano nell'Impero ottomano, a Costantinopoli. Parlando con una voce incomprensibile che chiama la "lingua della diplomazia", il barone presenta Tony al Sultano. Tuttavia, la mancanza di conoscenza del protocollo diplomatico da parte di Tony e il suo innamoramento per la principessa Bianca, una damigella in pericolo tenuta prigioniera dal sultano, porta a una serie di avventure romantiche e fantasiose che trasformano il moderno viaggiatore spaziale scientifico in un eroe in competizione con il Barone.
Tra le avventure emozionanti e satiriche ci sono battaglie di spada e di mare con i Turchi e infine il loro vascello che viene ingoiato da un pesce gigante.